# Microstomus
Microstomus es un género de peces pleuronectiformes de la familia Pleuronectidae.

## Subespecies
Se reconocen las siguientes especies:
- Microstomus achne
- Microstomus bathybius
- Microstomus kitt
- Microstomus pacificus
- Microstomus shuntovi